# Arctopolis

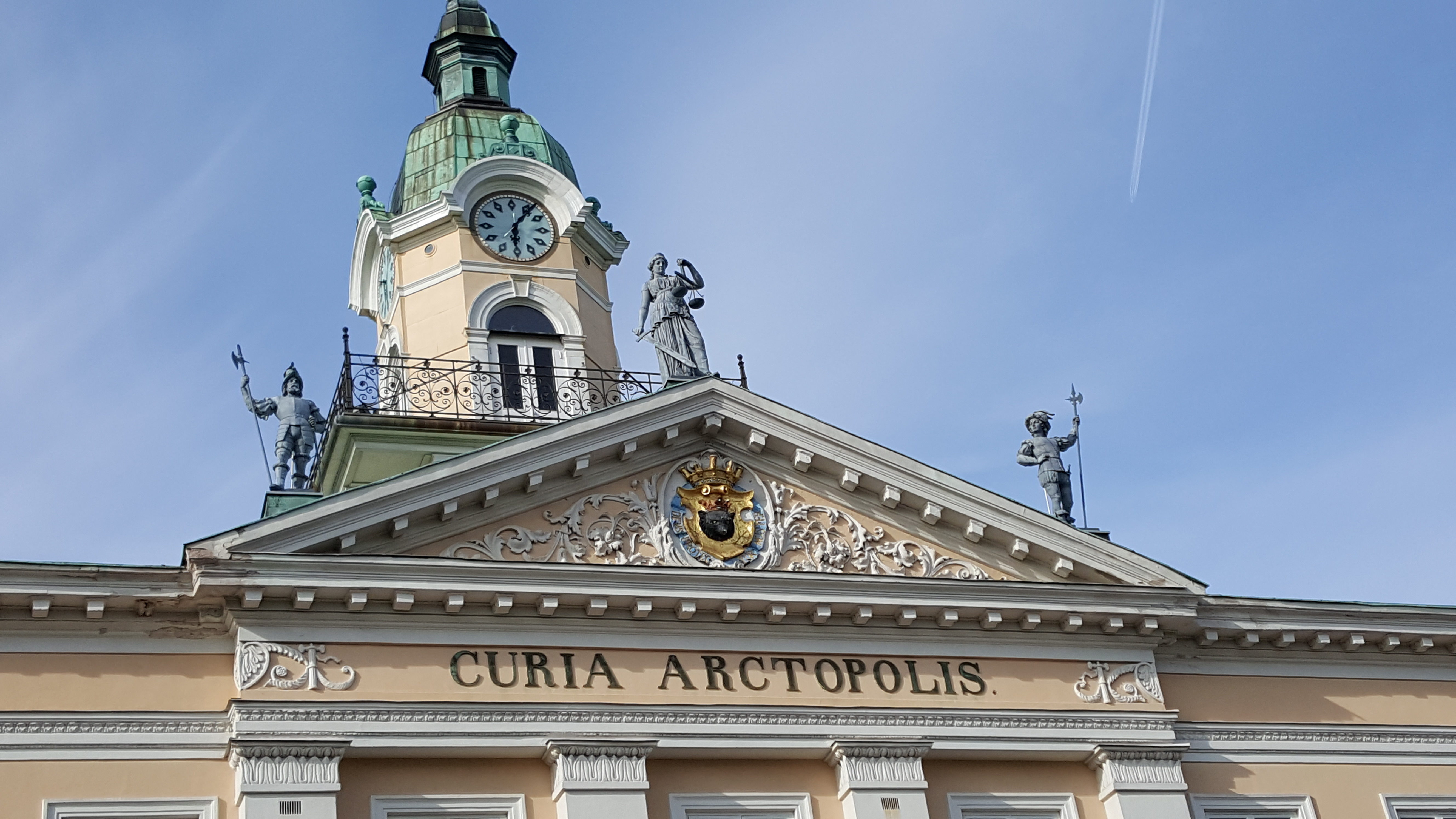
Björneborgs rådhus med texten "Curia Arctopolis" på fasaden

Arctopolis, björnstaden, är ett grekiserat namn på städerna Bern (mindre vanligt) och Björneborg
(Grekiska: ἄρκτος (árktos) - björn;  πόλις (pólis) - stad). Den förra kallas även Berna, den senare på latin Ursorum Castrum eller på latiniserad svenska Biorneburgum.